# ماريا كريستينا غوميز رابيتو
ماريا كريستينا غوميز رابيتو دي غونزاليس (María Cristina Gómez Rabito de González) عازفة هارب من القرن العشرين، وقد حازت موسيقاها على الهارب الباراغواياني على شهرة وطنية ودولية.  
ولدت غوميز رابيتو في باراجواي ، وبدأت العزف على القيثارة عندما كانت في السادسة من عمرها، وبدأت العزف بشكل احترافي في سن السابعة، وأصبحت تُعرف باسم ("أميرة الهارب الهندي الصغيرة").    أصبحت في عام 1968 أول أستاذة في لمادة عزف الهارب البارغواياني في كونسرفتوار أسونسيون وهو الآن المعهد البلدي للفنون (IMA).   
ماتت في عام 2017 عن عمر يناهز 68 عامًا. 